# 桂春蝶 (3代目)
3代目 桂 春蝶（かつら しゅんちょう、1975年1月14日 - ）は、日本の落語家で、上方落語の演者。本名∶濱田 大助。

## 概要
大阪府吹田市出身。北陽高等学校卒業。
3代目桂春団治に入門し桂春菜を名乗り、2009年8月に父の名跡である「3代目桂春蝶」を襲名。
古典落語を得意とする他にも、「明日ある君へ ～知覧特攻物語～」「エルトゥールル号遭難事件」「ニライカナイで遭いましょう～ひめゆり学徒隊秘抄録～」に代表される新作落語シリーズ『命の落語シリーズ』も手掛け、親交がある桑田佳祐・原由子夫妻やさだまさしからも高く評価されている。
生まれ育った日本への愛と感謝の念を持っており、後述の通り自らの政治信条を語ることも多く、2017年秋から2024年春まで夕刊フジにて『桂春蝶の蝶々発止』という連載を担当した。

## 来歴
2人兄妹で、妹がいる。元々は落語家志望ではなく、『めぞん一刻』のヒロインである音無響子に憧れ、主人公である五代裕作が就職した、同じ保育士の資格を取得するため専門学校に通う予定だったが、1993年1月、実父である2代目桂春蝶の死をきっかけに、その通夜の席で、父の偉大さを知り同じ道を志すこととなる。
1994年4月 、父の師匠にあたる3代目桂春団治に入門し春菜を名乗る。父・2代目春蝶は兄弟子ということになる。
19歳で入門後、10年程芽が出ず、貧乏生活が続いた。19歳から28歳まで家賃29000円のアパートに居住し、その家賃すら払えず、2世としての功罪で初めてお金のない苦しみを味わい心も荒み、その後、生活に困ったので、特技であったスキーの技術を生かし、長野県白馬村で昼はスキーの指導員の仕事を行い、夜は生徒を相手に落語を一席設けて、酔っ払ったお客さんがおひねりを投げてくれて、惨めさの半面、飢えが凌げるという安堵感に満たされたことを明かしている。
1997年、浪花座にて初出演。2001年、 観世流シテ方、和泉流狂言師、文楽三味線奏者とともに、伝統芸能継承者のユニット「弁天座」を結成した。その後、2003年、「弁天座」から「伝統芸能推進集団『風流』」へ改名。
2005年10月、同じ2世落語家である林家いっ平（2代目林家三平）、月亭八光、林家きくお（2代目林家木久蔵）、三遊亭王楽（7代目三遊亭円楽）とともに『坊ちゃん5』を結成、11月に「東西二世五人会」を開催。
2005年10月、トランペット奏者であり作曲家でもある道下克己との、ジャズを聴きながら落語も堪能できるイベント「春菜・みちしたの会」を、「酒飲処『BAR JAZZ』」にて始める。
2006年5月10日付けで、後述の花の里きょなん観光大使就任のきっかけとなった、当時テレビ番組の番組制作会社でプロデューサーを務めていた女性と結婚し、同年12月に披露宴を挙げた。主賓には師匠である、桂春団治夫妻、乾杯は桂ざこば、来賓代表は桂福団治、司会は浜村淳であった。
2006年9月、「3代目桂春蝶」を襲名することが決定する。2007年、B1角座の新たな劇場として開設の杮落としとして春蝶襲名披露興行を予定されていたが頓挫する。2009年8月30日、「3代目桂春蝶」襲名。同日より11月まで 襲名披露興行を大阪・松竹座、京都・南座など全国12か所で開催。
2009年12月、「繁昌亭大賞」爆笑賞受賞。2010年7月、芝居の劇団「桂春蝶劇団」旗揚げ。
2011年4月、前述の襲名披露公演の延期等の出来事もあり、松竹芸能を離れフリーとなる。その後、同年12月に、笑福亭鶴瓶に誘われ、関西圏でのレギュラーの仕事を整理して、活動の拠点を大阪市西区堀江から東京都目黒区に移した。2018年時点で上方落語協会に籍を置いている（2018年は「彦八まつり」で実行委員長を務める）が、転居して以降は公演の半数近くが東京での公演となっている。
2013年12月「咲くやこの花賞」受賞。2016年9月、妻の出身地である千葉県安房郡鋸南町の花の里きょなん観光大使に就任。

## 人物・エピソード

### 3代目春団治との関係

花菱は、桂春団治一門の定紋である。

- 3代目春団治へ入門するに当たり、春団治から「おまえは春蝶の息子として修業するのか、それともおれの弟子として出発するのか」と聞かれ、「師匠の弟子にしてください」と答えた[19]。「春蝶を継ぐ」ことはないものと当初はされていたが、3代目の兄弟子である小春団治[20]が、「これまでの活躍から判断しても、春蝶を継がせてもいいのではないか」と春団治に進言したところ、春団治は「2代目春蝶の（健在である）3人の弟子がよければ」という答えを出し、2代目の直弟子3人も快諾したこともあり、親の名跡を襲名することになったとされている。2016年1月に春團治が死去し最後の直弟子となった。また、2009年の襲名披露興行にて春團治は「この子の親も私が見ました。泉下の先代も喜んでいると思う」と発言。これを聞いた3代目春蝶はむせび泣いた[19]。

### 交流関係
- 桂ざこばの娘である関口まいとは幼なじみであり[21]、前述の春蝶の襲名披露公演時に第1子の妊娠を発表している[22]。
- 桂雀喜が大学生のときに、3代目春蝶の家庭教師に来てもらっていた[23]。
- 月亭八光は高校の後輩である[注 3]。
- 桑田佳祐・原由子夫妻は落語会に訪れたりDVDを見たことがきっかけで春蝶を高く評価している[2][26]。特に桑田は春蝶とメールでの交流を持ち、フェスティバルホールで独演会を行うことが報じられた春蝶に対してエールを送り、春蝶のことを「大きな華がある」と称えたり[26]、「月光の聖者達」を知覧特攻隊をテーマにした新作落語「明日ある君へ ～知覧特攻物語～」のエンディングテーマとして使用することを許可するなどといった逸話がある[27]。一方の春蝶も桑田のことを「日本の誇り」[28]「国の宝」「一番死んでほしくないひと」と言うほど尊敬しており[29]、一時期桑田がネット上で非難されたり実際の思想及び民族的立場[注 4]と異なるデマが流れていた際には非難する者を「無責任な人間」と形容し、桑田や「本当のファン」の心情を慮る趣旨の発言を自身のブログでしている[35]。また、原の楽曲では「涙の天使に微笑みを」が好きであることを述べている[36]。桑田・原夫妻と食事をした経験もあるほか[37]、桑田の誘いを受ける形で2013年8月にはサザンオールスターズのライブ『SUPER SUMMER LIVE 2013 「灼熱のマンピー!!G★スポット解禁!!」 』の神戸公演の打ち上げに招かれ、メンバー・スタッフ・演者・大里洋吉の前で落語を披露した[38]。
- さだまさしのファンでもあり、春蝶が言うにはさだの楽曲は後述する自身の新作落語「命の落語シリーズ」の制作にも影響を与えており「僕の新作のロジックは、かなり、さださん音楽の影響を受けていると思うのです」と語り、さだのことを「僕の感性の産みの親」と称えている[4]。さだ本人とは「らくごカフェ」の代表の青木伸広の紹介がきっかけで交流を持っている。また、さだは父の先代春蝶のファンであった[39]。
- 吉岡里帆に落語の稽古をつけたことがある[40]。
- 後に「日本保守党」の代表になる百田尚樹とは2012年に大阪城ホールで行われた桑田佳祐のコンサートを観覧した際に隣同士になったこと、同党の事務総長である有本香とはラジオ番組での共演をきっかけにいずれも面識がある[27][41]。

### 趣味・嗜好
- 先代の影響もあり、プロ野球は阪神タイガースのファンである[42]。
- リフレッシュのために年に2回スケジュールを合わせて、沖縄県に行っている[43]。沖縄の食文化、音楽文化も好む[44]。
- 大河ドラマを好んで見ている[45]。

### 思想・哲学
- 生まれ育った日本については「世界最幸の国」と称える発言を行っている[46]。また、日本の好きなところとして「日本人の奥ゆかしい協調性」と答えている[45]。
- 日の丸の掲揚や国歌「君が代」の歌唱に対して肯定的であり、存在に否定的な者に対して「日の丸や君が代が憎いなら、他国に引っ越しすればいいのに」とも述べている[5]。
- 国の自衛・防衛をはじめとした安全保障のことを「金品や命を守るためにホームセキュリティー会社と契約するようなもの」と例えている[47]。
- 日本国憲法第9条の改正に賛成しており、護憲の立場をとる者のことを「末期の徳川幕府みたいなもんです」と評している[48]。
- 韓国のことを政治レベルでは「ルールを無視する無法国家」「あの国の『恨みで意思を統一しよう』とする政治家のたくらみがとっても嫌いです」と評している[49][50]。ただし、韓国で落語会を行った経験もあり、ドラマなどを始めとした文化や料理などには肯定的であり、「とても好きな国」とも語っている[51]。
- 中国による尖閣諸島への度重なる日本領海侵入と建国した毛沢東がとった凄惨な政策（百花斉放百家争鳴、大躍進政策、四害駆除運動を指す）や虐殺といった行動を批判している[52][53]。
- 北朝鮮による日本人拉致問題の解決を求めている[54][55]。
- 天皇や皇室に対して畏敬の念を持っており、これらを揶揄する行為に対し批判的な立場をとる[46]。
- 普天間基地移設問題については「『賛成』『反対』の答えなんて簡単に出せない」という見解を示している[56]。
- 白井聡が松任谷由実を誹謗する発言をした問題に対して「日本的リベラルの限界」「敵視する人間の友人にまで『死ね』と考えるのは、言葉は悪いですが、オウム真理教の麻原彰晃や、ナチス・ドイツのヒトラーと同じではありませんか?」とコメントした[57]。
- 「芸能界はA班とB班に分けるべき」という考えを持っている。本人によるとA班は「好感度だけで売る既成メディア専属」であり、B班は「社会のことは無視…ひたすら個性むき出しで、アートで顧客からのみ愛される集団」とのこと[58]。
- 2021年時点では自由民主党所属の衆議院議員の高市早苗を支持していることを語っており、靖国神社への参拝に対して「どの国でも、国策に殉じられた方に敬意を表し、感謝の気持ちを捧げている。これを外交問題にしてはならない」と語ったことについても、「ここを強く主張できるのは素晴らしいことです」と高く評価している[59][60]。
- 『命の落語シリーズ』の一作目として制作された新作落語「明日ある君へ ～知覧特攻物語～」を演じるにあたって春蝶は「こんな作戦を繰り返してはならないのは当然。だが、未来を信じていかれた隊員の精神は崇高なものだ」と発言している[61]。実際に公演を見た十代からは「隊員の方々が命をかけて戦ったおかげで、明日を迎えられる現代があるありがたさを知った」という感想が寄せられ、年配者からも「戦争賛美なら注意しようと思ったがそうではない。ぜひ続けて」と激励の声が寄せられた[61]。
- 2023年6月に成立・施行されたLGBT理解増進法に対しては「女性という『弱者』と、性的マイノリティーという『弱者』の対立につながりかねないか心配です」という見解を示し、成立過程を疑問視する発言をしている[62]。
- 先述した2023年6月のLGBT理解増進法の成立・施行を受けて百田尚樹と有本香が立ち上げた政治団体「日本保守党」に期待する発言をしている[63][64][65]。

### 落語で伝えたい想いー命の落語シリーズ
- 父でもある先代の死をきっかけに命の大切さを見直して、創作落語として、落語で伝えたい想い「命の落語シリーズ」を演じており[66]、お題として「エルトゥールル号遭難事件」、「明日ある君へ ～知覧特攻物語～[66]」、「手紙～親愛なる子供たちへ～[注 5]」、「ニライカナイで逢いましょう～ひめゆり学徒隊秘抄録～[67]」、「茶粥屋綺譚」、｢行と業～わたしは千日回峰行を生きました」、「石と夕陽の間のペロリ」「ハマナスの誓い～占守島における真実の物語」[68]を演じている。
- このシリーズでは「平和への思いを込めて」という冒頭の一言だけで始まっており、枕は存在しない[69]。

## 弟子
- 桂紋四郎

## 連載コラム
- 『桂春蝶の蝶々発止』（夕刊フジ）、2017年11月 - 2024年3月

## 出演番組

### テレビ
- 桑原征平のおもしろ京都検定（ KBS京都、関西テレビ☆京都チャンネル）
- 京都!ちゃちゃちゃっ（関西テレビ☆京都チャンネル）
- 素顔のプリンス（関西テレビ☆京都チャンネル）
- 角座てれび落語（関西テレビ☆京都チャンネル）※インターローカルTVでも放送
- 金曜いただきッ!（サンテレビ）
- 痛快!エブリデイ（関西テレビ）- 2008年1月9日 - 2008年6月25日※水曜レギュラー
- 知る楽 -- 智慧の結晶・お経巡礼（NHK総合）※ナレーション
- 京都よろず観光帖（旅チャンネル）※ナレーション
- お見事！やましろ（KCN京都）
- 週刊タイガースかわら版（ベイ・コミュニケーションズ） 金土日曜日 15分番組 （不定期放送）
- 激論!サンデーCROSS（TOKYO MX）- 2018年2月11日、3月25日、4月15日、4月29日

### ラジオ
- 桂春菜のだから土曜日（ラジオ大阪)
- 菊正宗 ほろよいイブニングトーク（ABCラジオ）※『今夜もオトパラ!』（ニッポン放送）内包時も出演経験有
- 熱血!タイガーススタジアム（MBSラジオ）
- 桂春蝶のちょうちょ結び（ラジオ関西）